# Théorème de Grunwald-Wang
En théorie algébrique des nombres, le théorème de Grunwald-Wang est un exemple de principe local-global, selon lequel — hormis dans certains cas précisément identifiés — un élément d'un corps de nombres K est une puissance n-ième dans K si c'est une puissance n-ième dans le complété Kp pour presque tout idéal premier p de OK (c'est-à-dire pour tous sauf un nombre fini). Par exemple, un rationnel est le carré d'un rationnel si c'est le carré d'un nombre p-adique pour presque tout nombre premier p.
Il a été introduit par Wilhelm Grunwald (de) en 1933, mais une erreur dans cette première version fut détectée et corrigée par Shianghao Wang (en) en 1948.

## Histoire
Grunwald, un étudiant de Hasse, avait donné une « preuve » de l'énoncé erroné selon lequel un élément d'un corps de nombres serait une puissance n-ième s'il en est une localement presque partout. Whaples en avait donné une autre « preuve ». Cependant, Wang découvrit le contre-exemple suivant : 16 est une puissance 8e p-adique pour tout premier impair p, mais n'est pas une puissance 8e rationnelle ni 2-adique. Dans sa thèse dirigée par Artin, Wang énonça et démontra la formulation correcte de l'assertion de Grunwald, en précisant les rares cas où elle était fausse. Ce résultat est à présent connu sous le nom de théorème de Grunwald-Wang.

## Contre-exemples
L'affirmation originelle de Grunwald, selon laquelle un élément qui est une puissance n-ième presque partout localement est toujours une puissance n-ième globale, peut être mise en défaut de deux façons, dont la première est le contre-exemple de Wang :

### Puissancen-ième localement presque partout mais pas localement partout
Le rationnel 16 est une puissance 8e à toutes les places sauf 2. En effet :
- ce n'est pas une puissance 8e dans les nombres 2-adiques (donc pas non plus dans les rationnels) puisque sa valuation 2-adique est 4, qui n'est pas divisible par 8 ;
- dans un corps quelconque, 16 est une puissance 8e si et seulement si le polynôme{\displaystyle X^{8}-16=(X^{4}-4)(X^{4}+4)=(X^{2}-2)(X^{2}+2)((X-1)^{2}+1)((X+1)^{2}+1)}a une racine, c'est-à-dire si 2, –2 ou –1 est un carré. Soit p un nombre premier impair. Par multiplicativité du symbole de Legendre, 2, –2 ou –1 est un carré modulo p. D'après le lemme de Hensel, 2, –2 ou –1 est donc un carré dans ℚp.

### Puissancen-ième localement partout mais pas globalement
Le nombre 16 n'est pas une puissance 8e dans ℚ(√7). Pourtant, il en est une localement partout — c'est-à-dire dans ℚp(√7) pour tout p — d'après ce qui précède et l'égalité ℚ2(√7) = ℚ2(√–1).

## Une conséquence du contre-exemple de Wang
Ce contre-exemple montre qu'on ne peut pas toujours trouver une extension cyclique de degré donné, avec ramifications prescrites sur un ensemble fini de places :Il n'existe pas d'extension cyclique K/ℚ de degré 8 dans laquelle le premier 2 est totalement inerte (c'est-à-dire telle que K2/ℚ2 soit non ramifiée de degré 8).

## Corps spéciaux
Pour tout s ≥ 2, soit
{\displaystyle \eta _{s}:=\exp \left({\frac {2\pi {\rm {i}}}{2^{s}}}\right)+\exp \left(-{\frac {2\pi {\rm {i}}}{2^{s}}}\right)=2\cos \left({\frac {2\pi }{2^{s}}}\right).}
On peut remarquer que le corps cyclotomique d'indice 2s est ℚ2s = ℚ(i, ηs).
Un corps est dit s-spécial s'il contient ηs mais ne contient ni i, ni ηs+1, ni iηs+1.
Par exemple — puisque η2 = 0 et η3 = √2 — un corps est 2-spécial s'il ne contient ni √–1, ni √2, ni √–2.

## Énoncé du théorème
Soient K un corps de nombres, n un entier naturel et S un ensemble fini de premiers de K. Posons
{\displaystyle K(n,S):=\{x\in K\mid \forall p\notin S\quad x\in K_{p}^{n}\}.}
Le théorème de Grunwald-Wang affirme que
{\displaystyle K(n,S)=K^{n}}
sauf dans le cas spécial, c'est-à-dire sauf si les conditions suivantes sont vraies toutes les deux :
1. K est s-spécial pour un s tel que 2s+1 divise n ;
2. S contient l'ensemble spécial S0 constitué des premiers p (nécessairement 2-adiques) tels que Kp est s-spécial.

De plus, dans le cas spécial, le « défaut » du principe de Hasse est fini : le noyau de
{\displaystyle K^{\times }/n\to \prod _{p}K_{p}^{\times }/n}
n'a que deux éléments.

## Explication des contre-exemples
Pour le corps ℚ, 2-spécial avec S0 = {2}, le cas spécial a lieu lorsque n est divisible par 8 et S contient 2. Cela explique le contre-exemple de Wang et montre qu'il est minimal. On voit aussi qu'un rationnel est une puissance n-ième si c'est une puissance n-ième p-adique pour tout p.
Le corps ℚ(√7) est 2-spécial aussi mais avec S0 = ⌀, ce qui explique l'autre contre-exemple ci-dessus.